# Nepeta yanthina
Nepeta yanthina là một loài thực vật có hoa trong họ Hoa môi. Loài này được Franch. mô tả khoa học đầu tiên năm 1897.